# Вулф, Джереми
Джереми Дэниел Вулф (англ. Jeremy Daniel Wolf; 2 ноября 1993, Скотсдейл, Аризона) — американский и израильский бейсболист. Игрок первой базы и аутфилдер. На студенческом уровне играл за команду университета Тринити, становился победителем чемпионата в III дивизионе NCAA. Два сезона провёл в фарм-системе клуба «Нью-Йорк Метс». Завершил клубную карьеру по состоянию здоровья, после чего основал фонд, оказывающий поддержку игрокам младших бейсбольных лиг.
В 2018 году Вулф получил израильское гражданство. В составе сборной Израиля он играл на чемпионате Европы 2019 года и в квалификационном турнире Олимпиады 2020 года, на котором команда заняла первое место.

## Биография
Джереми Вулф родился 2 ноября 1993 года в Скотсдейле в Аризоне, еврей. Его отец работал продюсером на одном из аффилированных с Fox телеканалов. Он окончил старшую школу Чапаррал, затем поступил в университет Тринити в Сан-Антонио. В составе его команды Вулф играл в турнире III дивизиона NCAA, в 2016 году стал победителем национального чемпионата, признавался Игроком года в Южной студенческой спортивной конференции. Университет он окончил со степенями бакалавра в области коммуникаций и спортивного менеджмента.
На драфте Главной лиги бейсбола 2016 года Вулф был выбран «Нью-Йорк Метс» в 31 раунде. В течение двух лет он играл за фарм-команды организации. После окончания сезона 2017 года ему диагностировали межпозвоночную грыжу. После этого «Метс» приняли решение отчислить игрока. Перенеся операцию, Вулф принял решение завершить карьеру игрока.
После окончания карьеры Вулф основал организацию More Than Baseball, занимающуюся оказанием различных видов поддержки игрокам младших лиг. В 2019 году она сотрудничала с профсоюзом игроков Главной лиги бейсбола, клубом «Торонто Блю Джейс» и рядом производителей экипировки.
В 2018 году Вулф получил израильское гражданство. В 2019 году он получил приглашение в состав национальной сборной Израиля, готовившейся к квалификационному турниру на Олимпиаду 2020 года. Для подготовки к турниру он переехал в Тель-Авив, став единственным игроком сборной, постоянно проживавшим на территории Израиля. Вулф входил в состав команды, занявшей четвёртое место на чемпионате Европы и выигравшей квалификационный турнир Олимпиады. 